# Menanga Sari
Menanga Sari is een bestuurslaag in het regentschap Ogan Komering Ulu van de provincie Zuid-Sumatra, Indonesië. Menanga Sari telt 497 inwoners (volkstelling 2010).